# Tomáš Konečný
Pour les articles homonymes, voir Koneczny.
Tomáš Konečný est un ancien coureur cycliste tchèque né le 11 octobre 1973 à Olomouc. Il est passé professionnel en 1996 au sein de l'équipe Husqvarna-ZVVZ. Il mesure 1,78 m pour 68 kg. Son principal fait d'armes est un succès d'étape sur le Tour d'Espagne en 2001 qu'il termina à une honorable 16e place. Il a aussi terminé neuvième du championnat du monde sur route en 2001 et sixième de Milan-San Remo en 2002. Il est actuellement directeur sportif de l'équipe SKC Tufo Prostějov.

## Palmarès
- 1995
  - Trophée Mavic
- 1996
  - 4e étape de la Commonwealth Bank Classic
  - 6e étape du Tour de Saxe
- 1997
  - 2e du Grand Prix Kranj
  - 3e du championnat de République tchèque sur route
- 1998
  - Tour de l'Algarve :
    - Classement général
    - 3e et 6e étapes

  - 6e étape du Tour de Beauce
  - 3e de la First Union
- 1999
  -  Champion de République tchèque sur route
  - 2e étape du Tour de La Rioja
  - Grand Prix ZTS Dubnica nad Vahom
  - 7e et 11e étapes de l'Herald Sun Tour
  - 2e de l'Herald Sun Tour
- 2000
  - Poreč Trophy 5
  - Tour de Beauce :
    - Classement général
    - Prologue

  - 3e du Tour de Vysočina
- 2001
  - 16e étape du Tour d'Espagne
  - 9e du championnat du monde sur route
- 2002
  - 2e du championnat de République tchèque sur route
  - 6e de Milan-San Remo
- 2003
  - 3e étape de la Jadranska Magistrala
  - 4e étape du Tour de Basse-Saxe
  - 8e étape de la Course de la Paix
  - 4e étape du Tour de Beauce
  - 4e étape du Tour de Vysočina
  - 2e de la Jadranska Magistrala
  - 2e du Tour de Basse-Saxe
  - 3e de la Course de la Paix
  - 3e du Tour de Beauce
- 2004
  - 2e du Tour de Saxe

## Résultats sur les grands tours

### Tour de France
1 participation
- 2002 : 65e

### Tour d'Espagne
2 participations
- 2001 : 16e, vainqueur de la 16e étape
- 2004 : abandon (9e étape)

## Récompenses
- Cycliste tchèque de l'année : 2001